# 2006年美國聯盟分區賽
2006年美國聯盟分區賽是美國聯盟季後賽第一輪，採用的是五場三勝制，参賽的四支球隊是：
- （1） 底特律老虎（外卡，95勝67敗）對紐約洋基（美聯東區冠軍，97勝65敗）
- （2） 奧克蘭運動家（美聯西區冠軍，93勝69敗）對明尼蘇達雙城（美聯中區冠軍，96勝66敗）

最終老虎以3比1擊敗洋基，運動家以3比0橫掃雙城。老虎和運動家進入美聯冠軍戰。

## 對戰成績

### 底特律老虎對紐約洋基
底特律以總比分3比1赢得系列賽
| 場次 | 客隊       | 比分 | 主隊       | 日期     | 場地       | 觀眾人數 |
| ---- | ---------- | ---- | ---------- | -------- | ---------- | -------- |
| 1    | 底特律老虎 | 4：8 | 紐約洋基   | 10月3日  | 洋基體育場 | 56,291   |
| 2    | 底特律老虎 | 4：3 | 紐約洋基   | 10月5日† | 洋基體育場 | 56,252   |
| 3    | 紐約洋基   | 0：6 | 底特律老虎 | 10月6日  | 聯信球場   | 43,440   |
| 4    | 紐約洋基   | 3：8 | 底特律老虎 | 10月7日  | 聯信球場   | 43,126   |

†: 第二戰原定10月4日舉行，因雨延至10月5日

### 10月3日 第一場
洋基體育場，布朗克斯，紐約州
| 底特律老虎 | 0 | 0 | 0 | 0 | 3 | 0 | 1 | 0 | 0 | 4 | 12 | 1 |
| 紐約洋基 | 0 | 0 | 5 | 0 | 0 | 2 | 0 | 1 | X | 8 | 14 | 0 |
| 勝投： 王建民（1–0） 敗投： Nate Robertson（0–1） 全壘打： 老虎：Craig Monroe（5上,1分），柯蒂斯·格蘭德森（7上,1分） 洋基：傑森·吉昂比（3下,2分），德瑞克·基特（8下,1分） |   |   |   |   |   |   |   |   |   |   |    |   |

洋基在第三局靠著巴比·阿布瑞尤的二壘安打、蓋瑞·雪菲爾的一壘安打及傑森·吉昂比的全壘打單局灌進5分。老虎在5局上靠著Craig Monroe的陽春砲打破鴨蛋，再靠著接連兩支二壘安打追回2分。
6局下，洋基靠著巴比·阿布瑞尤的一壘安打再添2分。最終洋基以8比4贏得勝利，王建民成為台灣首位在季後賽奪勝的投手。

### 10月5日 第二場
洋基體育場，布朗克斯，紐約州
| 底特律老虎 | 0 | 1 | 0 | 0 | 1 | 1 | 1 | 0 | 0 | 4 | 8 | 0 |
| 紐約洋基 | 0 | 0 | 0 | 3 | 0 | 0 | 0 | 0 | 0 | 3 | 8 | 1 |
| 勝投： Jamie Walker（1–0） 敗投： 麥克·穆西納（0–1） 救援成功： Todd Jones（1） 全壘打： 老虎：Carlos Guillén（6上,1分） 洋基：強尼·戴蒙（4下,3分） |   |   |   |   |   |   |   |   |   |   |   |   |

2局上，Marcus Thames擊出安打打回老虎第一分。不過在4局下，強尼·戴蒙的三分砲讓洋基反超比分。
6局上，Carlos Guillén的全壘打讓比賽回到原點，7局上，柯蒂斯·格蘭德森擊出三壘安打使老虎逆轉戰局，最終老虎牛棚順利守住勝利，扳平系列賽。

### 10月6日 第三場
聯信球場，底特律，密西根州
| 紐約洋基                                                                                             | 0 | 0 | 0 | 0 | 0 | 0 | 0 | 0 | 0 | 0 | 5  | 0 |
| 底特律老虎                                                                                           | 0 | 3 | 0 | 0 | 0 | 2 | 1 | 0 | X | 6 | 10 | 0 |
| 勝投： 肯尼·羅傑斯（1–0） 敗投： 藍迪·強森（0–1） 全壘打： 洋基：無 老虎：柯蒂斯·格蘭德森（7下,1分） |   |   |   |   |   |   |   |   |   |   |    |   |

這場比賽由單季17勝8敗的肯尼·羅傑斯對決「巨怪」藍迪·強森。不過巨怪在第二局就遭遇亂流掉了三分。第6局更是被連續擊出兩支二壘安打掉2分。
反觀老虎先發主投7.2局送出8K，僅被擊出5支安打無失分，老虎以2比1聽牌。

### 10月7日 第四場
聯信球場，底特律，密西根州
| 紐約洋基 | 0 | 0 | 0 | 0 | 0 | 0 | 1 | 0 | 2 | 3 | 6  | 2 |
| 底特律老虎 | 0 | 3 | 1 | 0 | 3 | 1 | 0 | 0 | X | 8 | 13 | 0 |
| 勝投： Jeremy Bonderman（1–0） 敗投： Jaret Wright（0–1） 全壘打： 洋基：荷黑·波沙達（9上,2分） 老虎：馬吉里歐·歐多尼茲（2下,1分），Craig Monroe（2下,2分） |   |   |   |   |   |   |   |   |   |   |    |   |

洋基在第2局遭老虎單局敲出2支全壘打掉3分，先發投手Jaret Wright更是只投了2.2局就失4分。5局上，老虎再開啟一波攻勢，將洋基第二任投手Cory Lidle打退場。
洋基直到第7局才突破Bonderman的封鎖，不過還是無法追近比分，最終洋基連輸3場，老虎進軍美聯冠軍戰。

### 奧克蘭運動家對明尼蘇達雙城
奧克蘭以總比分3比0赢得系列賽
| 場次 | 客隊         | 比分 | 主隊         | 日期    | 場地                      | 觀眾人數 |
| ---- | ------------ | ---- | ------------ | ------- | ------------------------- | -------- |
| 1    | 奧克蘭運動家 | 3：2 | 明尼蘇達雙城 | 10月3日 | 胡伯特·哈姆佛里圓頂體育場 | 55,542   |
| 2    | 奧克蘭運動家 | 5：2 | 明尼蘇達雙城 | 10月4日 | 胡伯特·哈姆佛里圓頂體育場 | 55,710   |
| 3    | 明尼蘇達雙城 | 3：8 | 奧克蘭運動家 | 10月6日 | 麥考菲競技場              | 35,694   |

### 10月3日 第一場
胡伯特·哈姆佛里圓頂體育場，明尼阿波利斯，明尼蘇達州
| 奧克蘭運動家 | 0 | 2 | 0 | 0 | 0 | 0 | 0 | 0 | 1 | 3 | 7 | 0 |
| 明尼蘇達雙城 | 0 | 0 | 0 | 0 | 0 | 0 | 1 | 0 | 1 | 2 | 5 | 2 |
| 勝投： 貝瑞·齊托（1–0） 敗投： 尤漢·山塔納（0–1） 救援成功： 休斯頓·史崔特 （1） 全壘打： 運動家：法蘭克·湯瑪斯2（2上,1分、9上,1分） 雙城：Rondell White（7下,1分） |   |   |   |   |   |   |   |   |   |   |   |   |

首戰雙方就派出賽揚巨投對決，果然形成投手戰，不過法蘭克·湯瑪斯在2局上就先擊出一發陽春砲，第9局再擊出一支。雙城打線直到7局下才靠著Rondell White的全壘打打破鴨蛋。9局下雙城雖然追回一分，但是還是無緣逆轉，最後以2比3吞下系列賽首敗。

### 10月4日 第二場
胡伯特·哈姆佛里圓頂體育場，明尼阿波利斯，明尼蘇達州
| 奧克蘭運動家 | 0 | 0 | 0 | 0 | 2 | 0 | 2 | 0 | 1 | 5 | 11 | 0 |
| 明尼蘇達雙城 | 0 | 0 | 0 | 0 | 0 | 2 | 0 | 0 | 0 | 2 | 9  | 0 |
| 勝投： Kiko Calero（1–0） 敗投： 派特·尼謝克（0–1） 救援成功： 休斯頓·史崔特 （2） 全壘打： 運動家：馬克·柯特賽（7上,2分） 雙城：Michael Cuddyer（6下,1分），賈斯汀·摩爾諾（6下,1分） |   |   |   |   |   |   |   |   |   |   |    |   |

5局上，運動家靠著單局三安攻下2分，不過雙城在6局下靠著背靠背全壘打追平比數。然而，雙城的後援投手Dennys Reyes被馬克·柯特賽擊出場內兩分全壘打，最後運動家以5比2贏球，系列賽2勝聽牌。

### 10月6日 第三場
麥考菲競技場，奧克蘭，加利福尼亞州
| 明尼蘇達雙城 | 0 | 0 | 0 | 1 | 0 | 1 | 0 | 1 | 0 | 3 | 12 | 3 |
| 奧克蘭運動家 | 0 | 2 | 2 | 0 | 0 | 0 | 4 | 0 | X | 8 | 8  | 1 |
| 勝投： 丹·哈倫（1–0） 敗投： Brad Radke（0–1） 全壘打： 雙城：托利·杭特（4上,1分），賈斯汀·摩爾諾 （6上,1分） 運動家：艾瑞克·夏維茲（2下,1分），Milton Bradley（3下,2分） |   |   |   |   |   |   |   |   |   |   |    |   |

不同於前面的投手戰，運動家在2,3兩局就有攻勢，其中含兩發全壘打在內一併攻下4分。雙城雖然追到2比4落後2分，但是運動家在7局下再靠著含Marco Scutaro的清壘二壘安打在內單局灌進4分，最後毫無懸念的以8比3橫掃雙城。